# Maculinea maculata
Maculinea maculata är en fjärilsart som beskrevs av Beuret 1964. Maculinea maculata ingår i släktet Maculinea och familjen juvelvingar. Inga underarter finns listade i Catalogue of Life.